# Starnberger See
Starnberger See er en indsø i Bayern, Tyskland, sydvest for München. Indsøen er cirka 20 km lang, og indtil 4,5 km bred. På sit dybeste er den 127,7 meter. Indsøen er den fjerde største i Bayern, og er et populært udfartssted og feriested.
Den lille by Berg ved indsøens bredder er kendt for det sted hvor kong Ludwig 2. af Bayern druknede i 1886.
Den tyske kunster og forfatter Lothar-Günther Buchheim etablerede ved Starnberg et stort galleri og museum ved indsøens bredder.